# Kótpuszta megállóhely
Kótpuszta megállóhely egy Békés vármegyei megálló-rakodóhely Vésztő közigazgatási területén. A MÁV üzemelteti. A vasúti forgalom szünetel.

## Vasútvonalak
A megállóhelyet az alábbi vasútvonalak érintik:
- Körösnagyharsány–Vésztő–Gyoma-vasútvonal

## Kapcsolódó állomások
A megálló-rakodóhelyhez az alábbi állomások vannak a legközelebb:
- Körösújfalu megállóhely (Körösnagyharsány–Vésztő–Gyoma-vasútvonal)
- Vésztő vasútállomás (Körösnagyharsány–Vésztő–Gyoma-vasútvonal)

## Forgalom
A vasútállomáson és a rajta áthaladó vasútvonal egy szakaszán a vasúti forgalom 2009. december 13-a óta szünetel.

## Megközelítése
A vasútállomás Vésztőtől 6 kilométerre, északkeletre helyezkedik el, közúti elérése csak önkormányzati utakon keresztül lehetséges.